# Hospital St. Spiritus (Eisenach)

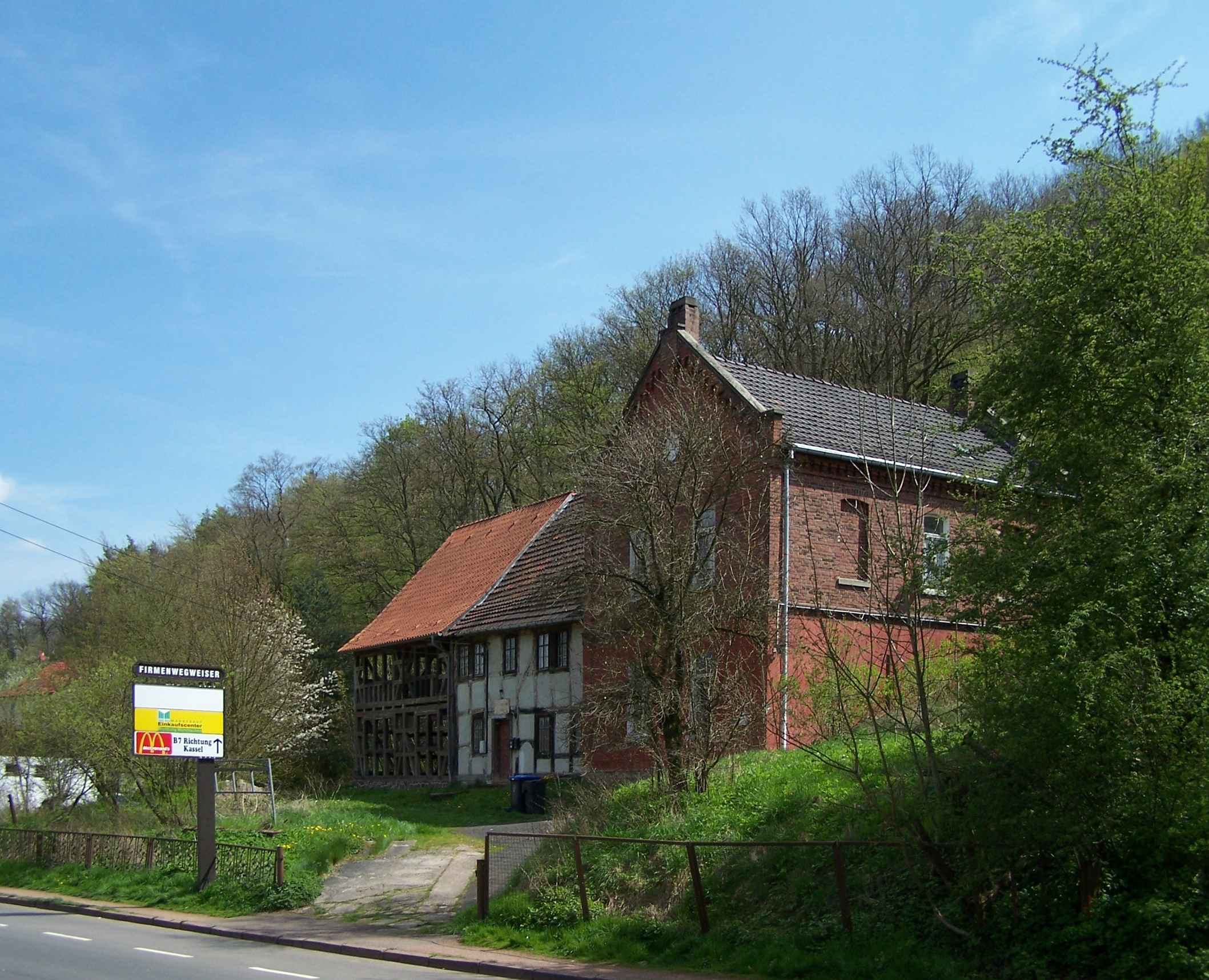
Standort des ehemaligen Heilig-Geist-Spitals

Das Hospital St. Spiritus war ein mittelalterliches Krankenhaus in Eisenach. Das denkmalgeschützte Fachwerkhaus am Südwestende des Ehrensteiges und der Frankfurter Straße ist das einstige Hospitalgebäude.

## Geschichte
Der latenten Gefahr von Seuchen und Epidemien begegneten die mittelalterlichen Städte durch den Bau von Hospitälern und Sondersiechenhäusern. Letztere lagen an den Ausfallstraßen, jedoch möglichst weit abseits der Stadt. Im Gegensatz zur Pest bedeutete die Lepra-Krankheit ein jahrelanges, qualvolles Sterben. Die erkrankten Personen waren für den Rest ihres Lebens Ausgestoßene. Um diesem Personenkreis eine geregelte Teilnahme am christlichen Leben zu ermöglichen, entstanden die Heiliggeist-Kapellen (St. Spiritus).
Über die Entstehungszeit des Eisenacher Hospitals St. Spiritus ist bisher nichts bekannt. Man vermutet, dass es gleich dem Clemensspittel sehr alt ist und für Aussätzige bestimmt war. Dann nahm es arme Leute auf. 1425 erhielten die „guten Leute bei den Fichten“ eine Spende von einem Gulden jährlich. „Vor den Fichten“ hieß jene Gegend am Ehrensteig; der Berg über dem Hospital hat noch den Namen Siechenberg. 1506 kam das Hospital unter der Bezeichnung Ad Sanctum Spiritum extra portam Sancti Jeorii vor (Bei St. Spiritus vorm Georgenthor), später wurde es auch „Weibersiechen“ oder „Heiliger Geist“ genannt. Wie St. Clemens war es mit einer kleinen Kapelle verbunden, in der 1643 jede Woche einmal gepredigt wurde.
Die Kapelle wurde so baufällig, dass sie 1720 einfiel. Man baute sie nicht wieder auf und erneuerte stattdessen das Hospitalgebäude, wie es zum größeren Teil heute noch besteht. Die Insassen wurden früher auf dem kleinen Friedhof vor dem Hause beerdigt. Als die Frauen in den neuen Bau in der Fischerstadt gezogen waren, siedelten die Insassen von St. Clemens dorthin über.